# Train Fever
Train Fever ist eine Wirtschaftssimulation des Schweizer Indiegame-Entwicklers Urban Games, die am 5. September 2014 für Windows und am 11. September 2014 für macOS und Linux veröffentlicht wurde. Das Spiel ist eine Verkehrssimulation, die sich selbst in Relation zu Titeln wie Railroad Tycoon, Cities in Motion oder OpenTTD stellt. Die Finanzierung des Titels wurde über Crowdfunding realisiert. Am 8. November 2016 erschien der Nachfolger Transport Fever.

## Spielprinzip
Der Spieler ist für den Aufbau eines funktionierenden öffentlichen Verkehrsnetzes sowohl für Passagier- wie auch Warentransport zuständig. Das Spiel beginnt im Jahr 1850 und entwickelt sich über die Gegenwart bis ins Jahr 2050. Einsteigen kann der Spieler in den Jahren 1850, 1900 und 1950, wobei er die beiden späteren Einstiegspunkte zuerst erspielen muss. Der Spieler spielt auf einer bis zu 256 km² grossen Karte, die Platz für bis zu 25 Städte bietet. Er kann dabei neben Bahn- auch Tram-, Bus- und LKW-Linien erstellen. In der Frühzeit kommen auch Kutschen zum Einsatz. Das Spiel selbst wurde von den Entwicklern bewusst Mod-freundlich gestaltet, sodass die Spielergemeinschaft selber Erweiterungen herausbringen kann.

## Geschichte

### Crowdfunding
Urban Games gab am 22. Juni 2012 auf ihrer Webseite bekannt, dass sie mittels Crowdfunding die Entwicklung des Spiels finanzieren wollen. Am 1. September 2012 wurde das Crowdfunding auf der bisher unbekannten Plattform Gambitious offiziell gestartet. Das Originalziel war dabei eine Finanzierung von 300.000 Euro. Nach drei Monaten hatte Train Fever 70 Investoren und 20.000 Euro gesammelt.
Im Februar 2013, elf Tage vor Ende der Crowdfunding-Kampagne, fand sich ein Publisher, der 50.000 Euro in das Projekt investierte. Aus diesem Grund wurde das Crowdfunding-Ziel auf 250.000 Euro reduziert und die Sammelzeit bis Ende März 2013 verlängert.
Am 25. Februar 2013 wurde bekanntgegeben, dass das Spiel auf Windows, Mac OS X und Linux verfügbar sein würde. Am 2. März, 29 Tage vor Ende der Sammelzeit, wurden 155.000 Euro für das Projekt gesammelt und am 20. März 2013 wurde das Ziel von 250.000 Euro erreicht, insgesamt hatten 651 Investoren zum Erreichen dieses Ziels beigetragen. Train Fever wurde damit das erste von Gambitious erfolgreich finanzierte Projekt.

### Entwicklung
Die beiden Hauptentwickler des Spiels waren ursprünglich Basil und Urban Weber. Im Lauf der Entwicklung stiessen ein weiterer Entwickler sowie zwei Grafikdesigner zum Team dazu. Entwickelt wurde das Spiel in Schaffhausen.
Bereits vor dem Crowdfunding gab es ein erstes Gameplay-Video, das einen Prototyp des Spiels zeigte. Zu Beginn der Entwicklung wurde das Releasedatum auf Mai 2014 festgesetzt, dieses Datum wurde jedoch im Februar 2014 auf das 3. Quartal desselben Jahres korrigiert.
Ende Juni 2014 wurden die Beta-Tests für die Windows-Version des Spiels angekündigt, die zwischen dem 14. und 24. Juli 2014 stattfanden. Seit dem 22. Juli 2014 konnte man das Spiel vorbestellen, als Boxversion oder in einer digitalen Version bei Steam oder Humble Bundle. Als Bonus für Vorbesteller gab es ein Poster und über 70 Minuten des Spielesoundtracks, der vom Winterthurer Musiker Admiral James T. komponiert wurde. Anfang September 2014 wurde das Spiel schliesslich veröffentlicht.

## Rezeption
Die aus Pressewertungen des Spiels von Metacritic aggregierte Gesamtpunktzahl beträgt 71 von 100. Bei den Gametests im deutschsprachigen Raum vergab GameStar eine Wertung von 82 von maximal 100 Punkten, vom Spielemagazin PC Games gab es 78 % und das Spieleportal 4Players vergab 74 %.
Gemäss einem Bericht des SRF in der Sendung Schweiz Aktuell vom 17. November 2014 hatte sich das Spiel zu diesem Zeitpunkt 42.000 Mal verkauft, 10 % der Käufer stammten dabei aus der Schweiz. Bis zum 25. November 2015 wurde das Spiel rund 120.000 Mal verkauft. Davon entfielen etwa 30.000 auf verkaufte DVDs und 90.000 auf Downloads, wobei über Steam rund 90 % der Einnahmen aus Downloads generiert wurden.